# 삼축압축시험
삼축압축시험(Triaxial Shear test)은 토질역학에서 흙의 전단응력을 파악하기 위해 실시하는 시험의 하나이다. 파괴면을 미리 설정하지 않고 흙 외부에서 최대, 최소 주응력을 가해서 응력차에 의해 자연적으로 전단파괴면이 생기게끔 하는 시험이다.

## 특징
흙은 현장에서와 채취해서 실험실로 가져왔을 때 차이를 보이는데 삼축압축시험은 현장에서의 거동을 잘 나타내는 시험 방법이다. 따라서 연구와 설계 용도로 많이 쓰인다.

## 시험 기구
흙 시료에 얇은 고무막을 설치한 뒤 삼축 셀 안에 집어 넣고 물을 채운다. 시료의 위아래에 다공질판이 있다. 배수조건을 조절할 수 있는 밸브가 기계 하단에 붙어 있다. 사진은 삼축압축시험기구이다.

## 방법
첫째로 구속압력(confining pressure, σ3)을 준다. 구속압력은 물에 압력을 주는 것이다. 둘째로 구속압력을 계속 유지시키면서 연직 방향으로 추가 하중을 주기 시작한다. 이것을 축차응력(deviatoric stress, Δσd)이라고 한다. 즉 연직응력은 {\displaystyle \sigma _{1}=\sigma _{3}+\Delta \sigma _{d}}가 된다.
배수조건에 따라 시험의 종류가 달라진다. 다음의 세 가지가 있다. 구속압력 작용 시와 축차응력 작용 시 배수조건에 따른 분류이다.
| 구분                                                      | 배수 조건   | 배수 조건   |
| 구분                                                      | 구속압력 시 | 축차응력 시 |
| --------------------------------------------------------- | ----------- | ----------- |
| 압밀 배수시험(Consolidated Drained Test; CD Test)         | 배수        | 배수        |
| 압밀 비배수시험(Consolidated Undrained Test; CU Test)     | 배수        | 비배수      |
| 비압밀 비배수시험(Unconsolidated Undrained Test; UU Test) | 비배수      | 비배수      |

### 압밀 배수시험

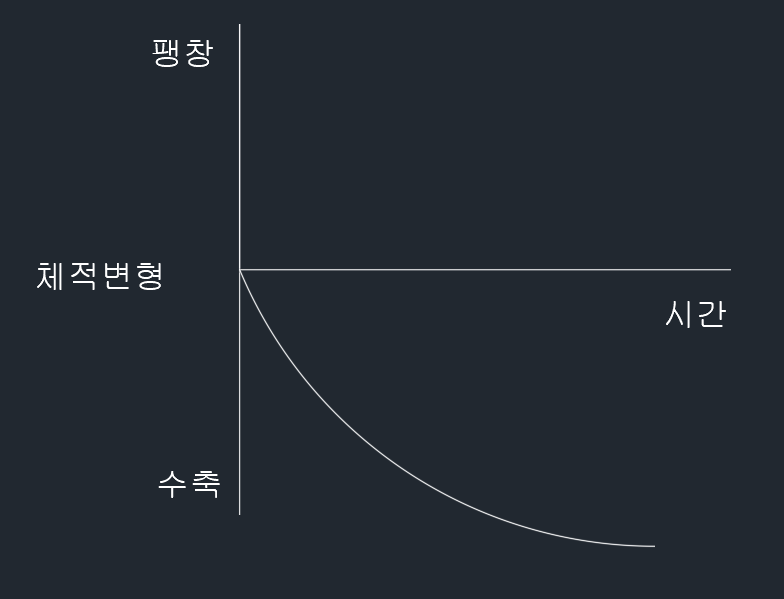
압밀배수시험의 구속압력 단계에선 체적수축이 일어난다.

압밀 배수시험(Consolidated Drained Test; CD Test)은 첫번째로 구속압력 단계로, 배수밸브를 연 상태로 σ3를 주고 24시간을 기다려야한다. 처음엔 과잉간극수압이 σ3를 받다가 나중이 되면 과잉간극수압이 0이 된다. 즉 물이 모두 빠져나가 흙 입자가 응력을 받을 것이고 압밀과 체적수축이 일어나 σ3' = σ3가 된다. 모래는 훨씬 빨리 압밀이 끝나고 점토는 24시간은 지나야 압밀이 완료된다.
두번째 단계는 축차응력을 주는 단계다. 이때 주의할 점은 과잉간극수압이 발생하지 않도록 아주 천천히 하중을 가해야한다는 것이다. 축차응력 시에도 과잉간극수압이 0이다. 즉 가해준 모든 응력을 흙 입자가 받아야 한다. 전단 파괴가 발생할 때의 최대주응력은
{\displaystyle {\sigma _{1f}}'=\sigma _{1f}=\sigma _{3}+\Delta \sigma _{df}}
최소주응력은
σ3' = σ3
구속압력을 바꿔가며 실험을 여러번 반복한다.
느슨한 모래, 정규압밀점토의 압밀배수시험 축차응력단계
- 축방향 변형률에 따른 체적변형률
- 축방향 변형률에 따른 축차응력

조밀한 모래, 과압밀점토의 압밀배수시험 축차응력단계
- 축방향 변형률에 따른 체적변형률
- 축방향 변형률에 따른 축차응력

압밀배수시험 모어원
- 모래, 정규압밀점토 CD 시험결과
- 과압밀점토 CD 시험결과

CD 시험에서는 가해준 응력을 모두 흙이 받으므로 전단강도를 다음 식으로 쓸 수 있다.

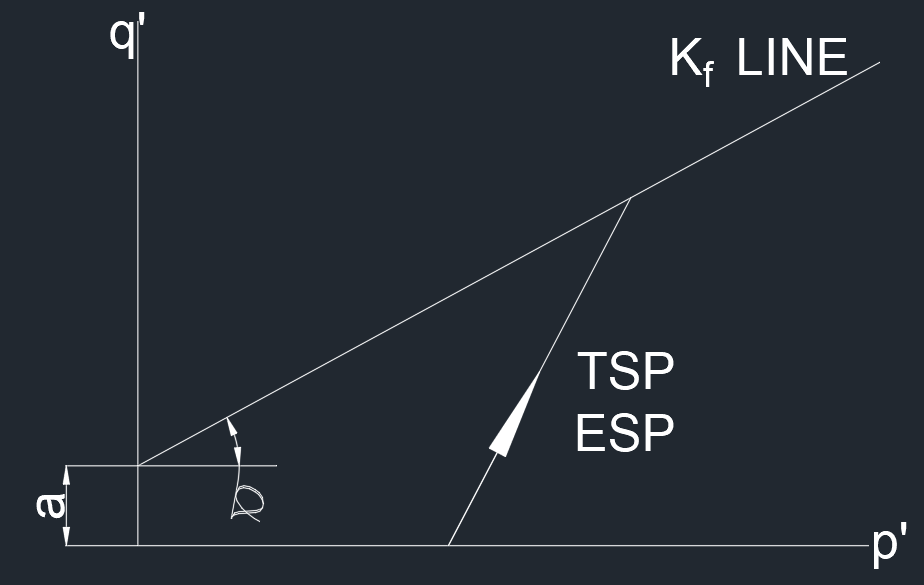
CD TEST 응력경로

{\displaystyle \tau _{f}=c'+{\sigma _{n}}'\tan \phi '}

### 압밀 비배수 시험
압밀 비배수 시험(Consolidated Undrained Test; CU Test)은 압밀 배수 시험(CD Test)와 구속응력 단계는 동일하나, 축차응력 단계에서 배수를 시키지 않는 차이가 있다. 따라서 축차응력단계에서 과잉간극수압이 발생한다.
{\displaystyle \Delta u_{d}=BA\Delta \sigma _{d}}
포화 시에는 B = 1이므로
{\displaystyle \Delta u_{d}=A\Delta \sigma _{d}}
축차응력 단계에서 흙 입자가 수축 경향을 보이면 과잉간극수압은 +, 팽창 경향을 보이면 -가 된다. 전단파괴가 일어나면 과잉간극수압은
{\displaystyle \Delta u_{df}=A_{f}\Delta \sigma _{df}}
Af는 파괴 시 Skempton 과잉간극수압계수이다. 파괴가 일어날 때 전응력 개념으로 최대주응력, 최소주응력을 보면
{\displaystyle \sigma _{1f}=\sigma _{3}+\Delta \sigma _{df}}
{\displaystyle \sigma _{3f}=\sigma _{3}}
파괴가 일어날 때 유효응력 개념으로 최대유효주응력, 최소유효주응력을 보면
{\displaystyle {\sigma _{1f}}'=\sigma _{1f}-\Delta u_{df}}
{\displaystyle {\sigma _{3f}}'=\sigma _{3f}-\Delta u_{df}}
전응력 개념으로 시험하는 CU Test를 CU Test라고 하고, 유효응력 개념으로 시험하는 CU Test를 {\displaystyle {\overline {CU}}} Test라고 한다. Skempton 과잉간극수압계수는 다음 식으로 구한다.
{\displaystyle A={\frac {\Delta u_{d}}{\Delta \sigma _{d}}}}
{\displaystyle A_{f}={\frac {\Delta u_{df}}{\Delta \sigma _{df}}}}
Af는 축차응력을 가할 때 체적수축 경향을 보이면 값이 커지고, 팽창 경향을 보이면 값이 작아져 음수가 될 수도 있다.
CU Test 역시 CD Test와 마찬가지로 구속압력을 바꾸어가며 적어도 세 번 이상 시험한다.
느슨한 모래, 정규압밀점토의 압밀비배수시험 축차응력단계
- 축방향 변형률에 따른 과잉간극수압
- 축방향 변형률에 따른 축차응력

조밀한 모래, 과압밀점토의 압밀비배수시험 축차응력단계
- 축방향 변형률에 따른 과잉간극수압
- 축방향 변형률에 따른 축차응력

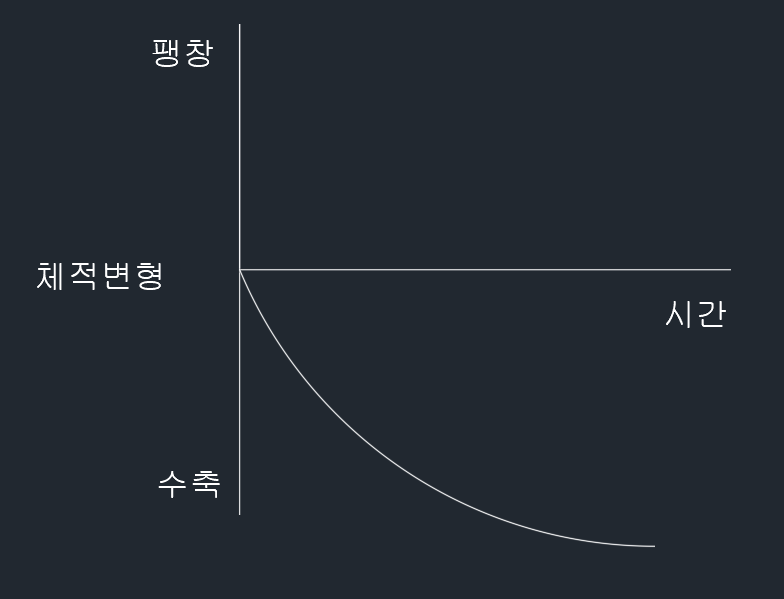
압밀 비배수시험의 구속압력 단계에선 체적수축이 일어난다.

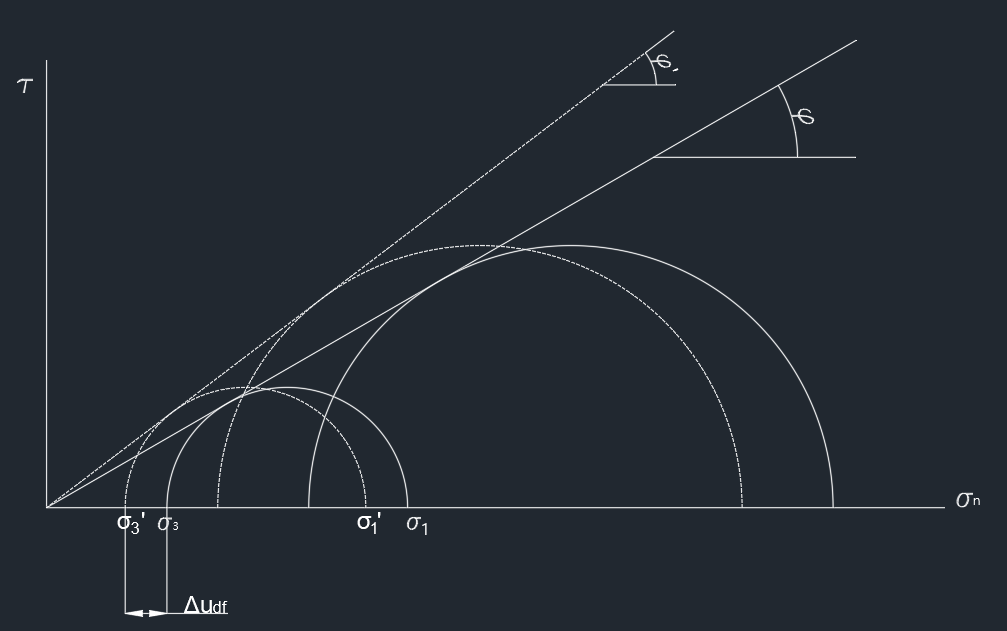
모래, 정규압밀점토 CU TEST 모어원. Δu_{df}만큼 빼지는 것은 과잉간극수압이 제거되기 때문이다.

CU 시험은 강도정수를 유효응력 개념으로 나타낼 수 있다. 즉

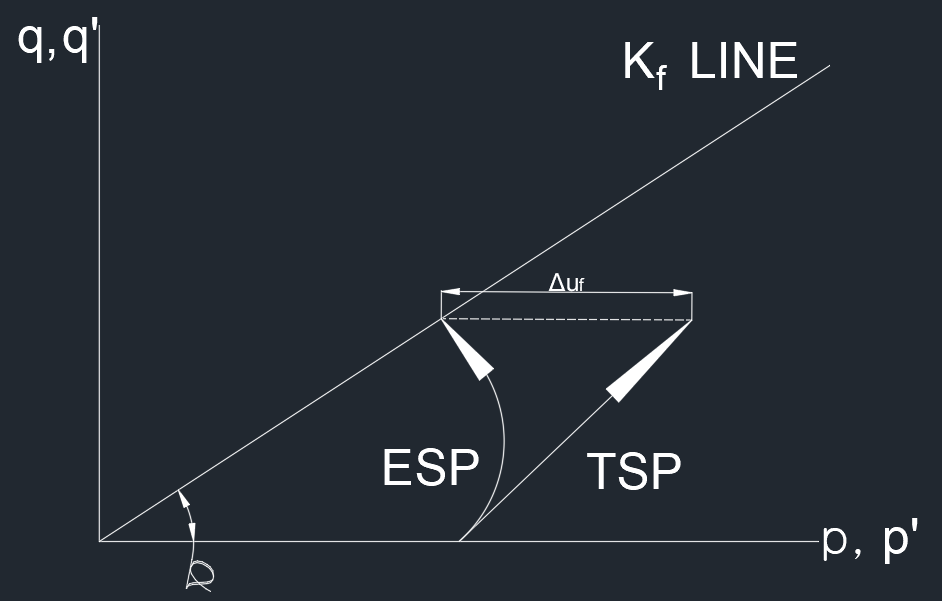
CU TEST 정규압밀점토 응력경로

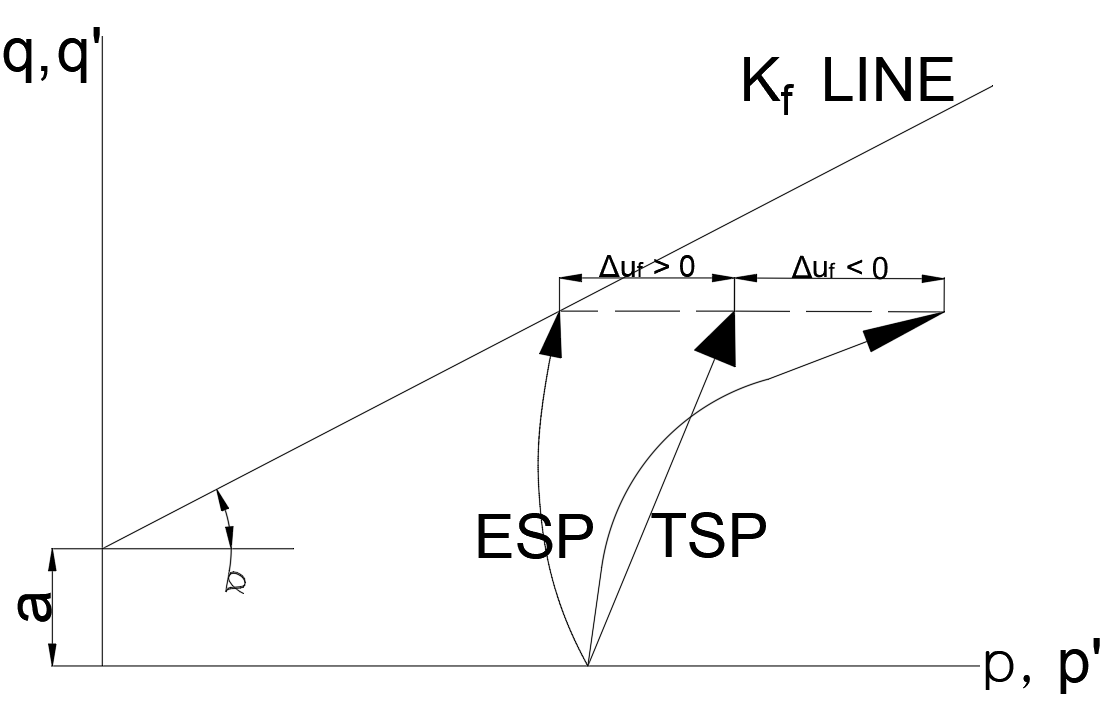
CU TEST 과압밀점토 응력경로

{\displaystyle \tau _{f}=c'+{\sigma _{n}}'\tan \phi '}

### 비압밀 비배수 시험
구속압력 단계, 축차응력 단계 모두 배수시키지 않는 시험방법이다. 구속압력 단계에서 구속압력을 주면 이것을 모두 물이 받아 과잉간극수압이 발생한다. 축차응력 단계에서도 배수가 일어나지 않아 가해준 응력을 모두 물이 받는다. 따라서 구속압력을 달리 해서 여러 번 실험하더라도 흙이 받는 유효응력은 일정하고, 파괴 시 축차응력 Δσdf가 구속압력에 관계없이 일정한 값을 갖게 된다.(모어원에서 반원의 크기가 모두 같다.) 모어원의 크기가 같다는 것은 원들의 접선이 가로축인 σn축과 평행하다는 의미이고, 이는 기울기 φu = 0임을 의미한다. 따라서 UU 시험을 'φu = 0 조건에서의 해석'이라고 부르기도 한다.
접선의 기울기가 0인 까닭에 접선의 세로축 절편인 cu는 파괴시 전단강도와 같다.

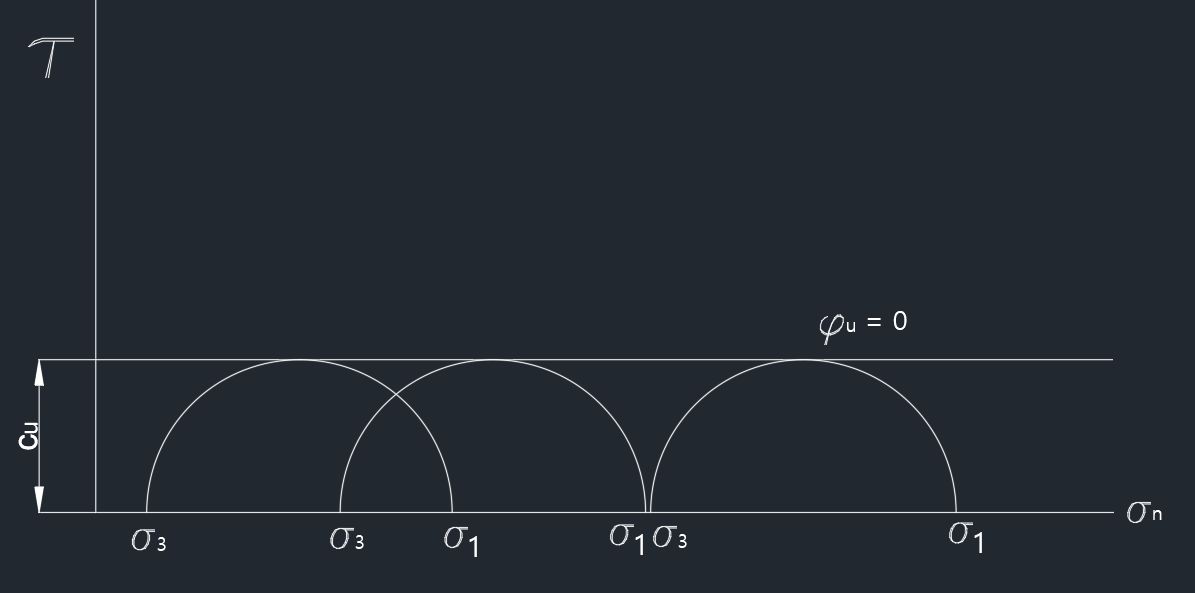
UU Test

{\displaystyle \tau _{f}=c_{u}}
이 값을 '비배수 전단강도'라고 부른다.

## 같이 보기
- 직접전단시험

## 참고 문헌
- 이인모 (2013). 《토질역학의 원리》 2판. 씨아이알. ISBN 9791156100096.